# Ernst Birke (Historiker)
Ernst Birke (* 3. April 1908 in Görbersdorf, Landkreis Waldenburg; † 14. November 1980 in Marburg) war ein deutscher Historiker. Er gehörte zum engen Mitarbeiterkreis um Hermann Aubin und ist damit der „Breslauer Schule“ der Ostforschung zuzuordnen. Birke war in besonderem Maße nationalsozialistisch engagiert und gilt „als eine der Schlüsselfiguren der kulturellen Nazifizierung Schlesiens“. Nach dem Zweiten Weltkrieg war er ab 1955 am Marburger Herder-Institut tätig, und ab 1966 lehrte er als ordentlicher Professor in Duisburg. Er arbeitete vor allem zum Verhältnis Frankreichs zu Ostmitteleuropa im 19. Jahrhundert und zur Geschichte Schlesiens. Er gab außerdem populärwissenschaftliche Bildbände heraus.

## Leben und Wirken

### Studium
Birkes Vater Bruno arbeitete als Arzt an der Römplerschen Lungenheilanstalt zu Görbersdorf. Ernst Birke studierte von 1927 bis 1932 an den Universitäten Breslau, Wien und Halle. Er wurde 1933 bei Siegfried A. Kaehler in Halle mit einer Arbeit über „Das Nationalitätenproblem der Donaumonarchie in der Beurteilung der französischen slawophilen Publizistik (seit 1840)“ promoviert. Ein Teil der Arbeit erschien 1934 unter dem Titel Die ersten slawophilen Publizisten im Jahrbuch für Geschichte und Kultur der Slawen. Birke ging 1933 nach Breslau, um sich bei Hermann Aubin zu habilitieren.

### Mitarbeiter von Hermann Aubin im Nationalsozialismus
In Breslau arbeitete Birke an Aubins Seminar für Geschichtliche Landeskunde, das 1937 in ein Institut umgewandelt wurde. Ziel des Instituts war es, so Aubin 1938, eine „Verbindung zwischen Forschung und politischen Stellen zu schaffen und die Erträge der Forschung für die Schulung und praktisch-politische Arbet fruchtbar zu machen.“ Dahinter stand die Vorstellung, den „deutschen Volksboden“ gegenüber fremden Ansprüchen zu verteidigen und Schlesien wieder zu einer, so Aubin 1936, „Ausfallspforte des deutschen Geistes nach dem Südosten“ zu machen. Bei der Konzeption eines „gesamtschlesischen Raumes“, die Aubin und seine Schüler vertraten, handelte es sich weniger um ein wissenschaftliches Konzept als um eine geschichtspolitische Idee, die im Verlauf der 1930er Jahre einen zunehmend offensiven, auf Grenzveränderungen abzielenden Charakter annahm. Aubin schätzte Birke als eine jener seltenen Nachwuchskräfte, die „wissenschaftliche Ausbildung mit politischem Wollen“ verbinde und hielt den nationalsozialistisch engagierten Birke für „de[n] richtige[n] Adjutant[en]“ im „Grenzkampf“.
Als Oberschüler hatte sich Birke dem Jungstahlhelm angeschlossen und an Wehrsport- und Arbeitslagern sowie bündischen Fahrten teilgenommen. Als Student trat er zum 1. März 1932 der NSDAP bei (Mitgliedsnummer 1.025.418). Da ihm sein Vater daraufhin den Unterhalt zu streichen drohte, und er selbst nach eigenen, 1937 gemachten Angaben glaubte, „manches in der Bewegung mißbilligen zu müßen“, trat er im November 1932 wieder aus der Partei aus. Zum 1. Mai 1933 trat Birke erneut der Partei bei (Mitgliedsnummer 2.782.230). Er engagierte sich bei der SA, als Hilfslehrer für den NS-Studentenbund und seit Dezember 1933 auch in der Hitlerjugend. Im Januar 1934 wurde er HJ-Führer. Im Juni 1935 trat er in die SS ein und wurde im Rang eines SS-Untersturmführers für den Breslauer Leitabschnitt des Sicherheitsdienstes des Reichsführers SS (SD) tätig. Für den SD überprüfte und betreute er volksdeutsche Auslandsgäste und berichtete über Haltungen und Aktivitäten seiner Breslauer Kollegen.
Da Birke in Breslau keine Assistentenstelle erhielt, war er als Geschäftsführer bzw. Schulungsleiter der schlesischen Landesgruppe des Bundes Deutscher Osten (BDO) tätig. Neben Herbert Schlenger war er derjenige von Aubins Mitarbeitern, der sich vor allem in der Vortrags- und Schulungsarbeit engagierte. Ab Februar 1936 erarbeitete Birke im Auftrag des Oberpräsidenten der Provinz Schlesien eine Darstellung der nationalpolitischen Entwicklung Oberschlesiens seit dem 18. Jahrhundert. Mit dieser Arbeit wurde er im Sommer 1937 in Breslau habilitiert. Birke leitete außerdem den historisch-politischen Arbeitskreis für schlesische und polnische Fragen am Seminar bzw. Institut, in welchem sich Studenten, Assistenten, Doktoranden, Projektmitarbeiter und Aubin regelmäßig trafen, um aktuelle wissenschaftliche und politische Neuerscheinungen, Zeitungsartikel und ähnliches zu besprechen.
Im März 1938 wurde Birke in Breslau zum Dozenten für deutsche Geschichte ernannt und im Juli 1939 verbeamtet. Er blieb weiterhin für den BDO und den SD tätig. Ab Januar 1938 war er Geschäftsführer und ab 1940 Vorsitzender des Arbeitskreises für gesamtschlesische Stammeskultur und Herausgeber von dessen Zeitschrift Schlesisches Jahrbuch für deutsche Kulturarbeit im gesamtschlesischen Raum. Außerdem fungierte er als Mitherausgeber der Schlesischen Monatshefte. Berufungen auf Professuren nach Göttingen und Königsberg scheiterten 1939 bzw. 1942, ebenso 1942 ein Ruf auf eine landesgeschichtliche Professur in Graz. 1944 wurde er nichtbeamteter außerordentlicher Professor in Breslau. Von 1937 bis 1944 gehörte Birke der Jury des Nikolaus-Kopernikus-Preises für das Deutschtum in Polen an.

### Zweiter Weltkrieg
Im Zuge des Münchner Abkommens 1938, der Zerschlagung der Tschechoslowakei und des Überfalls auf Polen 1939 beteiligte sich der Kreis um Aubin mit Gutachten, Denkschriften und Beratung des schlesischen Oberpräsidiums an der volkspolitischen „Neugestaltung des Ostens“. Birke nahm neben Aubin und weiteren Mitgliedern von Aubins Arbeitskreis sowie Theodor Schieder am 28. September 1939 an einer Besprechung teil, in welcher eine „Denkschrift über die ostdeutsche Reichs- und Volksgrenze“ vorbereitet wurde. Die Ausformulierung der in Breslau angestellten Überlegungen übernahm Theodor Schieder, dessen Text später als „Schiedersche Polendenkschrift“ bekannt wurde. Dabei wurden „Bevölkerungsverschiebungen allergrößten Ausmasses“ gefordert, um eine „klare Abgrenzung von polnischem und deutschen Volkstum“ zu erreichen. Darin eingeschlossen war ein Bezug auf die anstehende Aufgabe der „Entjudung Restpolens“.
Aufgrund von „Wehruntauglichkeit“ wurde Birke nicht zur Wehrmacht eingezogen. Er hielt sich im Sommer 1939 bzw. 1941 für „Forschungsaufträge“ in Paris bzw. Prag auf. Er arbeitete zur französischen Ostmitteleuropa-Publizistik und beteiligte sich damit später an Arbeiten der Prager Reinhard-Heydrich-Stiftung. Bis September 1941 betrieb er im Prager Außenministerium Archivstudien. Dann ging er im Auftrag des Auswärtigen Amtes nach Paris, um bis Dezember 1942 im französischen Außenministerium Beuteakten zu den Versailler Verhandlungen zu sichten. Er sammelte dabei Material über Frankreich und die nationale Entwicklung Ostmitteleuropas im 19. und 20. Jahrhundert. Bis Februar 1945 arbeitete er in Breslau an diesem Thema. Eine entsprechende Studie erschien 1960 unter dem Titel Frankreich und Ostmitteleuropa im 19. Jahrhundert.

### Nach 1945
Nach Ende des Zweiten Weltkriegs hielt Schieder Aubin 1948 dazu an, Birke dabei zu helfen, in Gruppe IV (Mitläufer) entnazifiziert zu werden. Für eine Universitätslaufbahn oder eine engere Mitarbeit wollte Aubin Birke aber zunächst nicht protegieren. Obwohl er Birke eine „menschlich stets einwandfreie“ Haltung zugutehielt, fürchtete Aubin, als Mitarbeiter könnte Birke durch seine nationalsozialistische Vergangenheit neue Institutionen wie den Herder-Forschungsrat einer Belastung aussetzen. Zum 1. April 1955 stimmte Aubin nach Prüfung von Birkes neueren Schriften einer Anstellung beim Herder-Institut in Marburg zu. Hier leitete Birke die Veröffentlichungsabteilung. Ab 1957/58 setzte sich Aubin auch für eine Berufung Birkes an eine westdeutsche Universität ein. Dem Historiker Ingo Haar zufolge verhalf Aubin Birke erst zu einer Stelle, nachdem dieser ihn daran erinnert hatte, dass er Aubin bei der Entfernung der Juden an der Breslauer Universität unterstützt habe. Vor dem Umzug nach Marburg hatte Birkes Ehefrau Renate in Waldbröl eine Buchhandlung aufgebaut und geführt.
Von 1963 bis 1965 war Birke der erste Direktor des Gerhart-Hauptmann-Hauses in Düsseldorf. Er wurde 1966 ordentlicher Professor für Landesgeschichte, Ostkunde und Didaktik der Geschichte an der Pädagogischen Hochschule Ruhr, Abt. Duisburg, seit 1972 Gesamthochschule Duisburg. 1974 wurde er emeritiert.
Birke war in den Historischen Kommissionen für Schlesien. und die Sudetenländer tätig. Er wurde vom Kulturwerk Schlesien, für das er sich seit dessen Gründung engagiert hatte, 1972 mit der Gerhart-Hauptmann-Plakette geehrt.

## Schriften
- Das Nationalitätenproblem der Donaumonarchie in der Beurteilung der französischen Publizistik <seit 1840>. Teil 1: Die ersten slavophilen Publizisten. Priebatsch, Breslau 1934.
- Der deutsch-slawische Grenzraum als Zone politisch-historischer Ideenbildung. Trewendt & Granier in Komm., Breslau 1935.
- Der gesamtschlesische Raum. Königsberg 1935.
- Neue Bücher über das Sudetendeutschtum. Bund Dt. Osten, Landesgruppe Schlesien, Breslau 1936.
- Der gesamtdeutsche Raum. Breslau [ca. 1938].
- Der gesamtschlesische Raum. Bund Dt. Osten, Breslau 1938.
- Die nationale Entwicklung Oberschlesiens bis 1860, Kattowitz 1938.
- (Hrsg.): Schlesisches Jahrbuch für deutsche Kulturarbeit im gesamtschlesischen Raum. Wilh. Gottl. Korn, Breslau 1939.
- Die bäuerliche deutsche Ostsiedlung im Mittelalter. Bund Dt. Osten, Berlin 1940.
- Einflüsse der deutschen Geistesbewegung von Herder bis Hegel auf den Osten., o. O. [ca. 1943].
- Herder und die Slawen. In: Die Burg. Vierteljahresschrift des Instituts für Deutsche Ostarbeit in Krakau. 5, 1944, S. 203–214.
- Herder und die Slawen. In: Schicksalswege deutscher Vergangenheit. Beiträge zur geschichtlichen Deutung der letzten hundertfünfzig Jahre. [Festschrift für Siegfried A. Kaehler]. 1950, S. 81–102.
- Zur Vorgeschichte der Balkanisierung Ostmitteleuropas. In: Geschichtliche Landeskunde und Universalgeschichte. Festgabe für Hermann Aubin zum 23. Dezember 1950. 1950, S. 193–203.
- Das Bergische Land und der deutsche Osten (1). Westdt. Verl., Opladen 1951.
- Erbe und Aufgabe. Diederichs, Düsseldorf, Köln 1951.
- Schlesiens Schicksal. Kleine schlesische Geschichte. Diederichs, Düsseldorf 1951.
- Die Kriegsschadenrente nach dem Lastenausgleichsgesetz. Wegweiser-Verl., Troisdorf (Rheinland) 1952.
- Der ostdeutsche Mensch im westdeutschen Raum. Vortrag gehalten auf dem rheinischen Heimattag in Trier am 28. Juni 1952, mit einem Anhang über Bibliotheken, Organisationen, Forschungsstellen und -mittel. Wegweiserverl., Troisdorf/Rheinl. 1953.
- Grundzüge der französischen Ostpolitik 1914–1951. Arbeitsgemeinschaft f. Osteuropaforschung, Göttingen 1953.
- Ostdeutschland im Schrifttum 1953. Wegweiserverl., Troisdorf 1953.
- Die französische Osteuropa-Politik, 1914–1918. In: Zeitschrift für Ostforschung. Länder und Völker im östlichen Mitteleuropa 3, 1954, S. 321–359.
- Die gesamtdeutsche Aufgabe der Volkshochschule. Vorträge. Wegweiser Verl., Troisdorf 1954.
- Friedrich Wilhelm Graf von Reden, Begründer des schlesischen Bergbaues. Köln 1955.
- Karl Scheibler. Aus den Anfängen der Tuchindustrie in Polen (1854). Köln 1955.
- Zehn Jahre im Lichte einer Tausend-Jahres-Bilanz. 1945/1955. Kammweg-Verl., Troisdorf 1955.
- Deutsches Schlesien. Ein Bildbändchen. 11. Auflage. Bertelsmann, Gütersloh 1956.
- Ostdeutschland im Unterricht. Vorträge, gehalten auf der 1. Ostdeutschen Unterrichtstagung des Landes Nordrhein-Westfalen im St. Georgsheim in Düsseldorf-Hassels, Juli 1955. Wegweiserverl., Troisdorf/Rheinl. 1956.
- mit Herbert Hupka (Hrsg.): Die Oder. Ein deutscher Strom. Gräfe und Unzer, München 1957.
- Das neue Europa in den Kriegsdenkschriften T. G. Masaryks 1914 bis 1918. In: Zur Geschichte und Problematik der Demokratie. Festgabe für Hans Herzfeld anläßlich seines fünfundsechzigsten Geburtstages am 22. Juni 1957. 1958, S. 551–575.
- (Hrsg.): Das Riesengebirge und Isergebirge in 144 Bildern. Rautenberg, Leer (Ostfriesl.) 1958.
- Das Waldenburger und Glatzer Bergland in 144 Bildern. (Landeshut, Schömberg, Grüssau, Waldenburg, Neurode, Braunau, das Schlesiertal, Eulen-, Heuscheuer-, Mense-, Adler-, Reichensteiner- u. Glatzer-Schneegebirge, Habelschwerdt, Glatz usw.). Rautenberg, Leer (Ostfriesland) 1959.
- und Rudolf Neumann (Hrsg.): Die Sowjetisierung Ost-Mitteleuropas. Untersuchungen zu ihrem Ablauf in den einzelnen Ländern. Metzner, Frankfurt/M. 1959.
- Frankreich und Ostmitteleuropa im 19. Jahrhundert. Beiträge zur Politik und Geistesgeschichte. Böhlau Verl., Köln, Graz 1960.
- und Kurt Oberdorffer (Hrsg.): Das böhmische Staatsrecht in den deutsch-tschechischen Auseinandersetzungen des 19. und 20. Jahrhunderts. Elwert, Marburg/L. 1960.
- Das interalliierte Ringen um das Zugeständnis einer oberschlesischen Volksabstimmung., [S.l.] 1961.
- (Hrsg.): Mittelschlesien in 144 Bildern. (aus den Kreisen Schweidnitz, Reichenbach, Frankenstein, Strehlen, Brieg, Ohlau, Breslau-Land, Neumarkt, Wohlau, Guhrau, Militsch, Gross Wartenberg, Namslau, Oels u. Trebnitz). Rautenberg, Leer (Ostfriesland) 1961.
- (Hrsg.): Schlesien – ein deutsches Land. Landsmannschaft Schlesien Nieder- u. Oberschlesien Kreisgruppe Düsseldorf, Düsseldorf 1962.
- Deutsch-Polnische Begegnungen. Eine Schulfunkreihe des Westdeutschen Rundfunks. Pressestelle des Westdeutschen Rundfunks, Köln 1963.
- Die Verdrängung der Deutschen aus dem europäischen Osten. In: Leistung und Schicksal. Abhandlungen und Berichte über die Deutschen im Osten. 1967, S. 341–364.
- Schlesien. In: Die Deutschen und ihre östlichen Nachbarn. Ein Handbuch. 1967, S. 206–223.
- Das Braunauer Land. Ein Heimatbuch des Braunauer Ländchens, des Adersbach-Wekelsdorfer und Starkstädter Gebietes. Heimatkreis Braunau/Sudetenland, Forchheim 1971.

## Ehrungen
- 1973: Schlesierschild der Landsmannschaft Schlesien